# Monty Python - Il senso della vita
Monty Python - Il senso della vita (Monty Python's The Meaning of Life) è un film del 1983 diretto da Terry Jones.
Si tratta di una commedia cinematografica ad episodi interpretata dal gruppo comico britannico dei Monty Python, e consiste in una serie di sketch comici sui diversi stadi della vita, nello stile degli sketch della serie televisiva Monty Python's Flying Circus.
Il film si aggiudicò il Grand Prix Speciale della Giuria al 36º Festival di Cannes.

## Trama
Il film è preceduto dal cortometraggio The Crimson Permanent Assurance diretto da Terry Gilliam. Un gruppo di vecchi impiegati della Crimson Permanent Assurance si ribella alla gestione dei nuovi giovani amministratori e assume il controllo della società. Gli impiegati, tramutatisi in pirati, salpano alla ricerca di centri finanziari da saccheggiare. La loro prima vittima è la Very Big Corporation of America (La più grande società d'America), e in seguito molte altre vengono raggiunte, devastate, depredate e abbandonate dai nuovi pirati. E questi potrebbero continuare, se le moderne teorie sulla geografia del mondo non si fossero dimostrate errate...
Il film principale si struttura, grosso modo, in sette parti:
- Un gruppo di pesci in un acquario (tutti i sei membri dei Monty Python), a seguito della morte di un loro amico (impiattato poco prima), si pongono il quesito fondamentale: qual è il senso della vita?
- Parte I - Il miracolo della nascita (Miracle of Birth). Due sketch:
  - Una donna in travaglio subisce le asettiche procedure di medici e infermieri (e turisti), mentre l'amministratore dell'ospedale ammira i costosi apparecchi presenti in sala parto e soprattutto "la macchina che fa ping".
  - Il miracolo della nascita: il terzo mondo. Una famiglia cattolica dello Yorkshire deve vendere le sue dozzine di figli per esperimenti medici a causa del licenziamento del padre. Lo sketch culmina in stile Annie con la canzone Every Sperm Is Sacred (Ogni spermatozoo è sacro). Mentre i bambini si avviano mestamente a fare le cavie umane una coppia di vicini protestanti inglesi discute della superiorità della loro religione rispetto al cattolicesimo: loro potrebbero utilizzare il preservativo, evitando le gravidanze indesiderate, anche se non copulano da anni.
- Parte II - Crescita e apprendimento (Growth and Learning). Tre sketch ambientati in un college inglese:
  - Messa: a margine delle declamazioni a Dio e all'importanza del cormorano come simbolo della scuola, il Rettore informa uno studente del grave lutto avvenuto nella sua famiglia.
  - Educazione sessuale: un gruppo di studenti osserva la dimostrazione pratica di un rapporto sessuale effettuato da un insegnante con la moglie.
  - La partita di rugby: la squadra dei Professori contro la squadra dei Principianti, secondo i leali e maschi principii del Rugby.
- Parte III - Combattersi l'uno contro l'altro (Fighting Each Other). Tre sketch sull'arte della guerra:
  - Al fronte. Vari soldati dimostrano il loro apprezzamento nei confronti del comandante pretendendo di consegnargli qualche dono prima dell'ultimo assalto.
  - Il servizio militare. Il sergente maggiore invita chiunque dissenta dal suo programma mattutino ad andarsene, chi per leggere un libro, chi per esercitarsi al pianoforte. Lo sketch termina con i soldati che vanno al cinema mentre il sergente "marcia avanti e indietro per il cortile"
  - La guerra Zulù. Mentre l'esercito inglese affronta la furia selvaggia degli Zulù, l'Alto comando organizza una battuta di caccia per trovare una tigre che ha morso una gamba a un ufficiale del campo. In seguito si scoprirà che sono stati due tizi travestiti da tigre a tagliarla, dopo averlo anestetizzato, all'inizio cercano di negare l'evidenza inventandosi una serie di scuse impossibili, finché si tradiscono e vengono scoperti. A questo punto salta fuori un guerriero Zulù che si scopre essere un maggiordomo vestito di bianco (Terry Gilliam), e che annuncia che siamo giunti alla...
- Metà del film. Una conduttrice televisiva (Michael Palin) introduce la metà del film, in cui sarà proiettata una scena dove è nascosto un pesce. Compito degli spettatori è trovare il pesce e urlare ad alta voce dove esso sia. La scena che viene presentata è grottesca e delirante: un maggiordomo con delle braccia lunghissime e pieghevoli non fa altro che chiedersi "Dove sia andato quel pesce" e ripetere che "Era un pesce che andava... ovunque io andavo!" muovendo le braccia. Intanto compare accanto a lui un travestito vestito in modo allucinante, con un corpetto fornito di rubinetti al posto dei capezzoli, e che invece ripete che il pesce era un "Ambiguo... ambiguo ambiguo pesce!". Durante tutto questo si sente la folla che urla tutti i posti dove potrebbe essere il pesce, finché a un certo punto spunta un altro cameriere, un enorme elefante verde un po' zoppo che regge un vassoio con due drink sopra. La soluzione del gioco è nell'obiettivo usato per riprendere la scena, un Fish-eye.[senza fonte]
- Parte IV - La mezza età (Middle Age). Marito e moglie arrivano in un lussuoso albergo il cui ristorante hawaiiano è ambientato in una originale segreta inglese, con tanto di vecchio prigioniero marchiato a fuoco sul posto. Il menu è composto da conversazioni sul senso della vita, su cui si dimostrano particolarmente sprovveduti.
- Parte V - Trapianti di organi vivi (Human Organ Transplantation).
  - Due infermieri irrompono in casa di Mr. Brown, un rasta, e gli prelevano il fegato. Successivamente, uno dei due cerca di convincere la moglie a donare ella stessa il fegato, esibendo un cantante vestito di rosa (Eric Idle) che le mostra le meraviglie della galassia cantando Galaxy Song.
  - Nel consiglio direttivo di una grossa multinazionale si discute del trapianto di organi, quando il palazzo della Crimson Permanent Assurance accosta e si scatena una battaglia tra i dirigenti e i vecchietti pirati. Una voce fuori campo si scusa per l'intrusione da parte di un film di seconda visione e il palazzo dei pirati viene prontamente schiacciato sotto un edificio enorme.
- Parte VI - Gli anni del declino (The Autumn Years).
  - Il primo sketch è ambientato in un ristorante francese. Dopo gli applausi per la canzone oscena di Eric Idle al pianoforte (Penis Song), entra il signor Creosote, un gigantesco uomo grasso (Terry Jones) che mangia e vomita copiosamente senza risparmiare il cameriere (John Cleese). Dopo aver mangiato tutto il menù del ristorante, accetta di ingoiare una mentina digestiva offerta dal cameriere e, a causa di questa, esplode imbrattando il ristorante di vomito e interiora.
  - Parte VI b - Il senso della vita (The Meaning of Life). Gaston, un cameriere del ristorante, mostra la sua abitazione natale e cerca di dare una sua interpretazione al senso della vita.
- Parte VII - La morte (Death). Tre sketch:
  - Pena di morte. Arthur Jarrett (Graham Chapman) è stato condannato a morte per aver inserito battute sessiste all'interno del film e ha scelto personalmente il tipo di esecuzione che gli spetta, ovvero essere inseguito da una frotta di ragazze nude mozzafiato fino ad essere sospinto dalle scogliere di Dover e cadere dentro alla sua tomba.
  - Segmento animato. In autunno una foglia sofferente di depressione si suicida gettandosi dall'albero. Disperati, la moglie e i figli fanno lo stesso, presto seguiti dalle altre foglie che cadono tutte insieme.
  - Il Tristo Mietitore. Un gruppo di snob inglesi e americani, riunito in uno sperduto casolare, riceve la visita del Tristo Mietitore (la morte), il quale svela loro che sono tutti morti a causa di un subdolo nemico: la mousse di salmone. A conclusione dello sketch, tutti giungono in paradiso, dove è Natale tutto l'anno e si riuniscono in un ristorante dove assistono ad uno spettacolo in stile Las Vegas assieme ai protagonisti di tutti gli altri sketch.
- Fine del film (End of Film). Durante tutto il film gli spettatori sono indotti (a volte anche esplicitamente) a chiedersi quando verrà finalmente svelato il senso della vita. In questa scena finale il senso della vita viene consegnato in una busta all'annunciatrice (Michael Palin), la quale lo legge e commenta che "non è niente di speciale" e fornisce una regola di comportamento generale. Per finire l'annunciatrice svela il metodo sicuro per convincere la gente ad abbandonare per un po' la TV e a tornare nei cinema.

## Produzione
Dopo il grande successo del loro film precedente Brian di Nazareth (1979), fu grande la richiesta da parte dei distributori di un ulteriore film del gruppo. I Python in realtà non erano altrettanto volenterosi: ognuno di loro era impegnato in progetti individuali e non c'era una forte idea stimolante come era successo per Brian. La molla che li spinse a imbarcarsi nel nuovo film fu la frase di uno dei loro agenti: "Fate subito un altro film e non dovrete più lavorare in vita vostra!".
I sei allora si riunirono ancora una volta per scrivere la sceneggiatura, scegliendo per il ritiro un'isola dei Caraibi.

### Il progetto originale
Inizialmente il film doveva riguardare un gruppo di attori sceneggiatori comici (i Monty Python interpretati da sé stessi) che venivano processati a causa del film che avevano realizzato. Durante il processo gli sketch comici di questo film nel film venivano presentati come prove e testimonianze contro il gruppo. Al termine del processo, a causa delle battute sessiste, razziste, blasfeme e di cattivo gusto contenute nel film, i comici venivano condannati a morte e a ciascuno veniva data la possibilità di scegliere come morire. Ognuno sceglieva un modo diverso, comico e assurdo, e il film si concludeva con la morte dei personaggi.
L'idea però non forniva abbastanza spunti per gli sketch e i Python s'arenarono, arrivando quasi ad abbandonare il progetto. Fu Jones che propose allora l'idea di basare il film sulle sette fasi della vita umana, dalla nascita alla morte. Il gruppo fu subito stimolato da questo tema e la sceneggiatura poté essere stesa.
Del primo progetto resta una traccia nel primo sketch della parte VII (La Morte), dove Graham Chapman sceglie di farsi uccidere facendosi inseguire da un gruppo di splendide ragazze a seno nudo, fino a precipitare da un'altissima rupe direttamente dentro la fossa. La scena acquista ulteriore significato sapendo che Chapman era dichiaratamente omosessuale.

### La scelta delle scene
Lo schema a sketch diede ampia libertà per la strutturazione del film in ogni momento della produzione.
Alcune scene vennero cestinate in fase di lettura perché giudicate poco divertenti dal gruppo, e una di queste era la scena del signor Creosoto, di cui Jones andava fiero. Fu Cleese più tardi a ritirare il suo voto negativo, perché giudicò interessante il personaggio del cameriere francese che poi avrebbe interpretato.
Una scena, raffigurante Martin Lutero, fu addirittura girata prima di essere cestinata e doveva inserirsi subito dopo la canzone Every Sperm Is Sacred e il dialogo della coppia protestante. Lo stravolgimento più grande però si ebbe con la scena di Terry Gilliam.

### The Crimson Permanent Assurance
Secondo quanto pianificato inizialmente, Gilliam doveva realizzare lo spezzone della Crimson Permanent Assurance con la tecnica dell'animazione, come aveva sempre fatto. La scena, della durata di 6 minuti, sarebbe stata inserita all'interno del film durante la scena della riunione alla "Very Big Corporation Of America". Come sempre, Gilliam si mise al lavoro in sede separata.
Mentre gli altri cinque giravano il resto del film, Gilliam richiedeva stranamente sempre più fondi, ben più di quanto un'animazione richiedesse. Un giorno i Python andarono a trovarlo e scoprirono un intero set con attori in carne e ossa: Gilliam, che al tempo aveva già alle spalle diversi film da regista, aveva cambiato completamente i piani.
Quando poi il film venne montato, ci si accorse che la parte di Gilliam, che durava ora 16 minuti, era girata in modo così diverso (in stile kolossal, a differenza dello stile più televisivo degli altri sketch) che stonava con il resto. Si decise così di estrarla del tutto e farne un cortometraggio che precedeva il film (mantenendo però una brillante "invasione di campo").

### Cast
- Graham Chapman interpreta: il presidente (anche nel cortometraggio The Crimson Permanent Assurance), pesce numero 1, medico, Harry Blackitt, Wymer, Hordern, generale, Coles, narratore numero 2, Dr. David Livingstone, un travestito, Eric, ospite numero 1, Arthur Jarrett, cantante lounge in paradiso
- John Cleese interpreta: pesce numero 2, Dr. Spencer, Humphrey Williams, Sturridge, Ainsworth, cameriere, assistente di Eric, Maître D', il Tristo Mietitore
- Terry Gilliam interpreta: lavavetri (anche nel cortometraggio The Crimson Permanent Assurance), pesce numero 4, Walters, annunciatore della Metà del film, M'Lady Joeline, Mr. Brown, Howard Katzenberg
- Eric Idle interpreta: Gunther (anche nel cortometraggio The Crimson Permanent Assurance), pesce numero 3, interprete della canzone Meaning of Life, Mr. Moore, Mrs. Blackitt, Watson, Blackitt, Atkinson, Perkins, soldato numero 3, uomo vestito da tigre numero 1, Mrs. Hendy, uomo in rosa, Noël Coward, Gaston, Angela
- Terry Jones interpreta: Bert (anche nel cortometraggio The Crimson Permanent Assurance), pesce numero 6, madre cattolica, prete, Capitano Biggs, sergente, uomo con le braccia allungate, Mrs. Brown, Signor Creosote, Maria, padre foglia (voce), Fiona Portland-Smythe
- Michael Palin interpreta: lavavetri (anche nel cortometraggio The Crimson Permanent Assurance), Harry (anche nel cortometraggio The Crimson Permanent Assurance), pesce numero 5, Mr. Piecrust, padre cattolico, narratore numero 1, Chaplain, Carter, Spadger, Regimental Seargeant Major, Pakenham-Walsh, uomo vestito da tigre numero 2, presentatrice, Mr. Marvin Hendy, governatore, figlio foglia (voce), Debbie Katzenberg
- Carol Cleveland interpreta: cameriera vestita da Beefeater, moglie dell'ospite numero 1, madre foglia (voce), padre foglia (voce), receptionist in Paradiso
- Patricia Quinn interpreta: Helen Williams (la moglie del professore Humphrey Williams)
- Mark Holmes interpreta: testa mozzata durante la battaglia zulu
- Simon Jones interpreta: Chadwick, Jeremy Portland-Smyth
- Matt Frewer interpreta: uno degli yuppie nel cortometraggio The Crimson Permanent Assurance
- Jane Leeves interpreta: ballerina in Christmas in Heaven

### Riprese
Il titolo provvisorio del film, utilizzato durante la maggior parte della lavorazione, era A Fish Film.
Durante i titoli iniziali, la pietra tombale ha impresso The Meaning of Liff, presto corretto in The Meaning of Life da un fulmine divino. The Meaning of Liff è il titolo del dizionario umoristico scritto da Douglas Adams e John Lloyd, scritto durante la preparazione del film.
La scena de Il miracolo della nascita è stata ideata da Graham Chapman sulla base della sua esperienza come medico.
Nella canzone Every Sperm Is Sacred la bambina in primo piano canta in playback, a cantare in realtà è un'altra bambina del mucchio. I bambini non dicevano "sperm" ma una parola simile che permettesse il doppiaggio, in quanto i genitori delle giovani comparse volevano evitare che i loro figli dicessero la parola suddetta.
La scena della seconda guerra mondiale è stata girata agli Elstree Studios di Borehamwood ed Elstree. Le esplosioni della scena hanno causato anche un ferito tra lo staff.
La battaglia tra gli zulu e gli inglesi è stata girata a Glasgow, vicino a Camsie Fells. Molti dei guerrieri zulu erano in realtà attori bianchi "anneriti" con vernice scura.
Inizialmente i presentatori della Metà del film dovevano essere Sean Connery e Julie Andrews. Poi i Python hanno optato per Michael Palin vestito da donna.
Gli interni della villa dove si cerca il pesce nella Metà del film sono in realtà quelli della Battersea Power Station, centrale elettrica di epoca vittoriana in disuso celebre per la copertina di Animals dei Pink Floyd. Il mostro verde che appare durante questa scena è lo stesso che appare nel film diretto da Gilliam I banditi del tempo (Time Bandits) nella scena in cui il gigante schiaccia la casa.
Nella scena della Morte, il personaggio interpretato da Michael Palin dice: «I didn't even eat the mousse!» («Hey, io non ho mangiato la mousse!»). Questa frase fu improvvisata.
La scena finale del Paradiso, stando al commento audio nell'edizione in DVD, prevedeva il musical con cantanti e ballerine seminude ma a causa del loro disappunto, si optò perché indossassero dei seni di plastica, aggiungendo loro malgrado ulteriore comicità.

### L'insoddisfazione finale
Nonostante l'inaspettato premio ricevuto a Cannes i Python non furono completamente soddisfatti del film, che in fondo avevano realizzato senza un vero stimolo creativo. In particolare, Jones lamentò a posteriori che la lunga camminata del cameriere Gaston spezza quello che dovrebbe essere un crescendo del film, rendendone gran parte del finale noiosa. Meglio sarebbe stato spostare quella scena ai titoli di coda, mantenendo così la tensione fino all'accendersi delle luci di sala.

## Colonna sonora
Diverse scene del film sono state incise su questo disco messo in commercio.

## Distribuzione

### Edizione italiana
Di questo film esistono due edizioni italiane, con doppiatori completamente differenti. 
La prima edizione italiana è stata realizzata nel 1983, con il doppiaggio originale eseguito dalla C.D.C. sotto la direzione di Renato Izzo e su dialoghi di Roberto De Leonardis; la seconda, invece, nel 2004 con il ridoppiaggio ad opera della SEFIT-CDC sotto la direzione di Angelo Nicotra.
Nei titoli di coda originali del film non è specificato chi dà la voce a chi, anche perché, ad esclusione di Eric Idle (doppiato da Tonino Accolla) e di Terry Jones (doppiato da Sergio Fiorentini), gli altri non hanno un doppiatore fisso:
- Graham Chapman è doppiato da Gino La Monica, tranne nella scena del trapianto di organi vivi, dove è doppiato da Tonino Accolla.
- Michael Palin è doppiato da Mauro Gravina, tranne per il ruolo del padre cattolico e del sergente che dà gli ordini, dove è doppiato da Paolo Poiret.
- Terry Gilliam ha un doppiatore diverso per ogni ruolo: nella scena del trapianto di organi vivi è doppiato da Mauro Gravina, nella scena della Morte e nella scena iniziale dei pesci è doppiato da Paolo Poiret e nel ruolo dell'annunciatore zulu che annuncia "La metà del film" è doppiato da Paolo Buglioni.
- Nella scena finale, dedicata alla Morte, il Tristo Mietitore, interpretato da John Cleese (che nel resto del film è doppiato da Paolo Buglioni) viene doppiato da Sergio Fiorentini, doppiatore di Terry Jones. La stessa cosa avviene nella riedizione del 2003, dove John Cleese (doppiato da Giorgio Lopez nel resto del film) nella scena del Tristo Mietitore è doppiato da Michele Gammino, che doppia Terry Jones in tutto il film.
- Sempre nella riedizione del 2003 Terry Gilliam è doppiato da Roberto Gammino in tutto il resto del film, tranne nella scena dove interpreta l'annunciatore zulu, che è doppiato da Giorgio Lopez.

## Citazioni e riferimenti
- Il mostro verde che appare durante la Caccia al pesce è lo stesso che appare nel film diretto da Gilliam I banditi del tempo (Time Bandits) nella scena in cui il gigante schiaccia la casa.[3]
- All'inizio della scena Trapianti di organi vivi (Human Organ Transplantation) viene inquadrata una fotografia di Hailé Selassié.[3], il Ras Tafari, idolo della cultura rasta.

### Citazioni e parodie
- Il maggiordomo con le braccia lunghissime e pieghevoli alla ricerca del pesce compare anche nella puntata della terza serie dei Griffin Il mostro della baia (titolo originale: A Fish Out Of Water).
- L'episodio della terza stagione della serie animata Lo straordinario mondo di Gumball,  Il senso della vita, è una diretta parodia del film; Gumball e Darwin, dopo essersi chiesti quale sia il senso della vita, iniziano a chiederlo a tutte le persone che conoscono ed alcuni di loro cantano canzoni come risposta; in particolare, quella cantata dai pianeti del sistema solare è piuttosto simile a Galaxy Song.
- La scena del signor Creosoto è considerata una delle più disgustose nella storia del cinema. Persino Quentin Tarantino l'ha trovata "nauseante". Il critico Leonard Maltin la definisce "una scena indimenticabile, che piaccia o meno".
- Lo sketch del signor Creosoto è stato ripreso nello Speciale nº 7 di Dylan Dog dal titolo Sette Anime Dannate. Dylan Dog viene invitato, assieme ad altre sette persone, in uno strano maniero chiamato Xanador. Tra gli invitati c'è un gigantesco uomo grasso chiamato Ben Rogers, che non fa altro che mangiare e mangiare a dismisura. Dopo aver mangiato quasi tutto il cibo che c'era dentro la casa, uno dei pupazzi-maggiordomo gli offre un piccolo cioccolatino e, a causa di questo, esplode imbrattando tutta la sala. Si scoprirà poi che il cioccolatino che gli ha causato quell'orribile morte era un cioccolatino esplosivo.
- La stessa scena verrà ripresa in una storia pubblicata nel terzo Dylan Dog Color Fest in cui un barbone, ex proprietario di un ristorante, dopo aver ricevuto un'ingente somma di denaro inizia a mangiare tutto quello che c'è nel locale in preda a una fame insaziabile. Alla fine, esaurite tutte le cibarie, uno dei camerieri gli offre una mentina. L'uomo la mangia ed esplode proprio come il signor Creosoto. Inoltre, c'è da notare che il nome del barbone è Monty e il ristorante si chiama "Flying Circus", creando così un omaggio non solo alla scena di Creosoto ma anche all'intero gruppo dei Monty Python e al loro show Monty Python's Flying Circus.
- Lo sketch di Creosoto è stato omaggiato anche in uno spot pubblicitario americano del videogioco Super Mario World 2: Yoshi's Island, in cui un uomo entra in un ristorante e mangia tantissimo. Alla fine si lecca della panna dal dito ed esplode (anche se l'esplosione non viene mostrata). Il vomito schizza su una parete a formare lo slogan "Play it loud".
- Lo sketch di Creosoto è stato omaggiato anche da Elio e le Storie Tese nella serata finale del festival di Sanremo 2013.
- Il monologo del cameriere è stato citato nella canzone “Sorrisi di plastica” dell’album The Waiter del cantautore italiano Dani Faiv.

## Riconoscimenti
- 1983 - Festival di Cannes
  - Grand Prix Speciale della Giuria